# Laissez-passer (document)
Een laissez-passer (Frans voor: sta toe door te laten) of doorlaatbewijs is een tijdelijk reisdocument afgegeven door een vertegenwoordiging van een land, i.c. een ambassade of een consulaat(-generaal), om bijvoorbeeld na verlies, diefstal of verdwijning van het reguliere reisdocument (paspoort, identiteitskaart), een inwoner van dat land in de gelegenheid te stellen te reizen over landsgrenzen. In de regel is het laissez-passer bedoeld om de houder in de gelegenheid te stellen huiswaarts te reizen.
Een laissez-passer ziet eruit als een paspoort, maar heeft geen ruimte voor visa. 
Medewerkers van de Verenigde Naties en enkele aanverwante organisaties krijgen voor dienstreizen een laissez-passer (vaak UNLP genoemd) dat een vergelijkbare status heeft als een 'normaal' paspoort.
Consulaten verstrekken op grond van de internationale Overeenkomst voor het vervoer van lijken ook laissez-passers voor het vervoer van het stoffelijk overschot van een overledene die elders, bijvoorbeeld in het geboorteland, zal worden begraven.

## Situatie in Nederland
In het Nederlandse laissez-passer worden zelfs, anders dan in het noodpaspoort, met de hand de gegevens van de houder ingevuld. Een laissez-passer wordt door de Nederlandse autoriteiten uitsluitend afgegeven wanneer aanvraag van een noodpaspoort om wat voor reden dan ook onmogelijk is. 

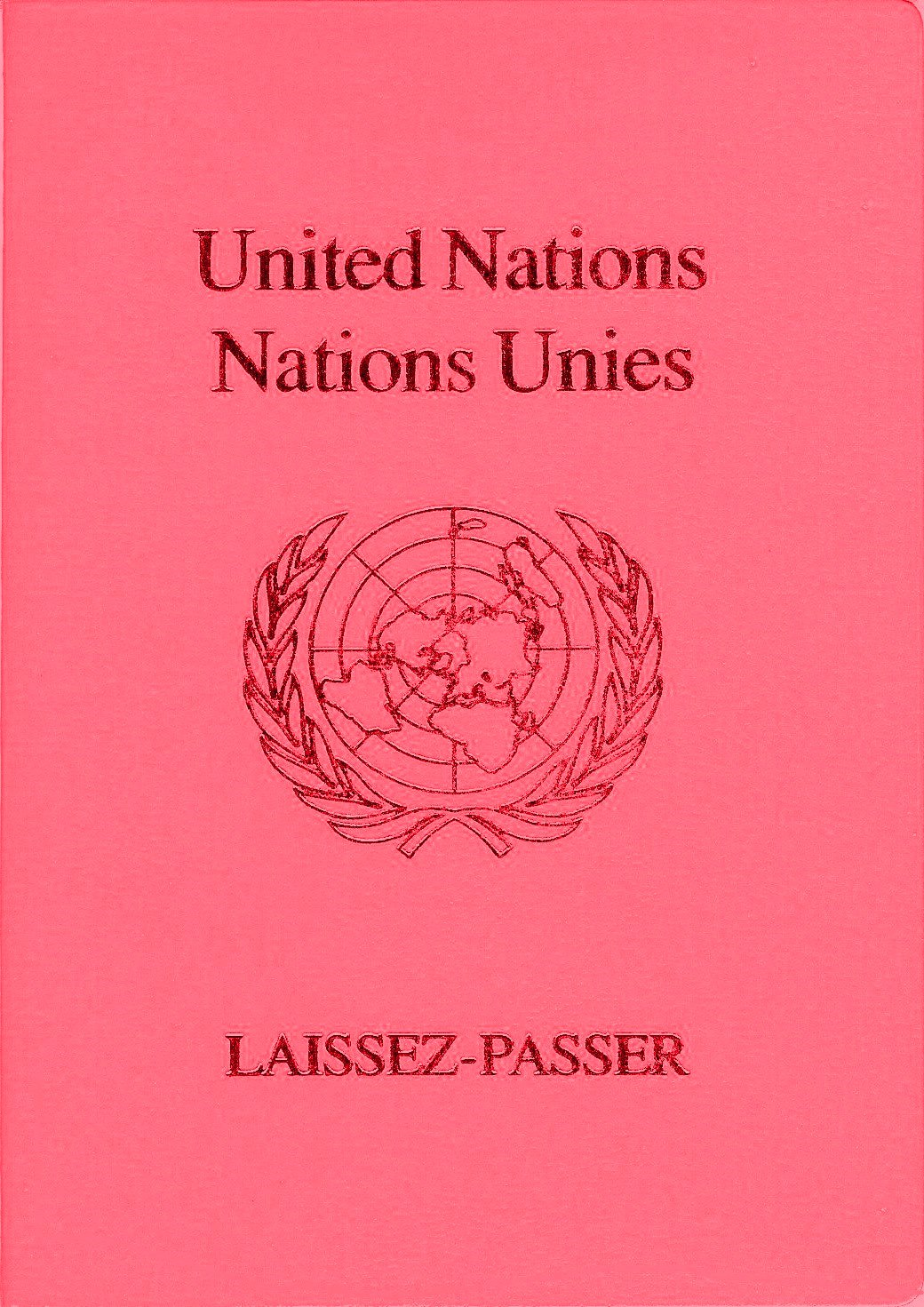
UN-laissez-passer